# Epicauta vittata
Espèce
Epicauta vittata, le Méloé rayé, est une espèce d'insectes coléoptères de la famille des Meloidae originaire de l'est de l'Amérique du Nord (de la Floride au Québec).
Les adultes, de forme allongée, longs de 9 à 17 mm, sont jaunes et noirs et portent deux ou trois bandes noires sur chacun des élytres.
Les larves, très mobiles au cours des premiers stades, se déplacent pour trouver des œufs de sauterelles dont elles se nourrissent. Elles connaissent six ou sept stades larvaires, puis se transforment en pupes dans le sol.
Les adultes se nourrissent aux dépens des feuilles de nombreuses plantes, dont diverses plantes cultivées de grande importance économiques telles que aubergine, betterave, carotte, chou, courges, épinard, haricot, maïs, melon, navet, pois, pomme de terre, radis, tomate, trèfle. Il attaque aussi les fruits de Solanacées.

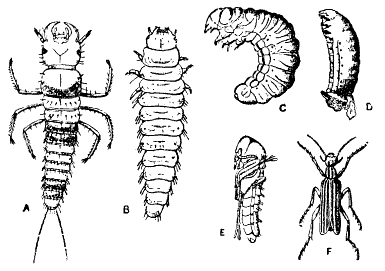
Les étapes de développement d'Epicauta vittata.